# Margherita Occhiena
Tiszteletreméltó Margit Occhiena (Torino, Olaszország,1788. április 1. – Capriglio, Olaszország,1856. november 25..,) Gyermekei: Bosco Szent János, Antal és József.

### Margit mama, mint a Szaléziak anyja
Occhiena Margit Don Bosco, azaz Bosco Szent János édesanyja. Gyermekeit Antalt, Józsefet, és a kis Jánost egyedül nevelte fel. Bölcs nevelőként, kitartásának és határokat nem ismerő hitének segítségével mélyen vallásos légkört alakít ki. Occhiena Margit életében hősiesen gyakorolta a keresztény erényeket, és a szentség hírében halt meg. Margit asszony elsősorban fia nevelésén keresztül, később pedig oratóriumi tevékenységével, munkája, jelenléte, bölcs éleslátása által előkészítője volt a Szalézi Család megalapításának, és így aktívan közreműködött létrejöttében. Ezért nem véletlen, hogy a mai napig csak Margit mamának, hívjuk a "Családban", és, nekünk az is marad, még ha egyszer – adná Isten – Boldog Occhiena Margit is lesz az egyházban a hivatalos neve.

## Boldoggá avatása
Boldoggá avatási eljárása 1994. szeptember 8-án indult el, egyházmegyei szinten. Torino bíboros érseke ünnepélyes szentmise keretében mutatta be a felállított egyházmegyei bíróságot február 5-én. Margit mamával együtt további négy személy kanonizációs eljárása indult meg Torinóban. Régi vágya teljesült ezzel az egész Szalézi családnak, hiszen Margit mama – ahogyan az oratóriumi fiúk hívták nem csak Alapítónk édesanyja, és első munkatársa, hanem bizonyos értelemben az egész Család "anyja" is. Ott találjuk őt a Szalézi karizma, a nevelési módszer, sőt a Társaság kialakulásának gyökereinél.

## Margit mama és a hit
Ha megismerjük őt, mélyebben megértjük fiát, Don Boscot is, feltárulnak előttünk a szalézi lelkiség és nevelési módszer forrásai. Nem csak emiatt hasznos azonban megismernünk életét, hanem, mert életszentségével követendő példát nyújt mindnyájunk számára.
De vajon mit mondhat a 20. század emberének egy 160 évvel ezelőtt élt egyszerű parasztasszony életpéldája? És mit mondhat az ezredvég keresztényeinek? Ismerkedjünk meg közelebbről Margit mama életszentségével, és meglátjuk, hogy üzenete van a mai, Krisztusban hívő ember számára is. Élete az istenszeretet, a munka, sőt a szegénység értékéről beszél nekünk, valamint a valódi boldogságról. Pedig korunk mentalitása szerint egyáltalán nem találnánk boldog életútnak az övét.

## Margit mama és a család
Caprilglióban született Torino mellett.
A családi környezetet, amelyben fölnőtt az Istenbe vetett bizalom, az egymás iránti szeretet és a kemény munka jellemezte. 23 évesen házasodott meg. Férje (Francesco Bosco) azonban, akivel Becchiben éltek boldog családi életet, néhány év múlva meghalt. Margit csupán 29 éves volt ekkor.
Vállára nehezedett anyósa és három fiú – a kétéves János, bátyja József és a Francesco előző házasságából született árva Antal eltartása. . Ettől kezdve szinte nyomorban kellett élniük és a család érdekében az özvegyen maradt Margit nagyon keményen dolgozott.
Közben azonban még arra is maradt ereje, hogy örömöt és jókedvet varázsoljon övéi számára a szürke hétköznapokba. Időt szakított a környék nyomorgóinak, betegeinek és menekültjeinek segítésére. Nem sajnálta azt sem, hogy a közös imádságra, fiai türelmes, de határozott nevelésére "pazarolja" idejét.
A családi békét azonban nem sikerült megőriznie, bármilyen sokat fáradozott is érte. A nehéz természetű Antal, aki rossz szemmel nézte János tanulási vágyát, egyre erőszakosabban viselkedett öccsével. Emiatt Margit mamának – nagy fájdalmára – rá kellett beszélnie fiát, hogy menjen el hazulról. Azonban ezután is végig figyelemmel kísérte János életét egészen pappá szenteléséig.

## Margit mama és az oratórium
Néhány boldog, nyugalmas év után óriási és végleges változást hozott életében, mikor Don Bosco 1846-ban elhívta oratóriumába, hogy segítsen neki. Ő lett a fiatalok "mamája", akihez minden gondjukkal fordulhattak. Aktívan hozzájárult a családias légkör kialakításához, és haláláig igen keményen dolgozott az oratóriumban: főzött, mosott, varrt a fiúknak. 1856. november 24-én halt meg. Egyszer azt mondta fiának: "szegényen éltem, szegényen akarok meghalni." Valóban úgy halt meg, hogy semmije sem volt. Szegénység, megpróbáltatás, nehéz munka: a külső szemlélő minden bizonnyal e szavakkal jellemezné életét. Margit mama azonban mindig vidámnak és boldognak látszott, igazi benső békét sugárzott.

## Mire taníthat minket Margit mama
Mi volt a titka? Honnan kapta az erőt a nehézségek elviselésére? Nem nehéz válaszolni erre, ha életének eseményei mögé nézünk. Öröme abból forrásozott, hogy olyan értékekre építette életét, amelyekről mi hajlamosak vagyunk újra és újra megfeledkezni, és ezzel visszasüllyedni a boldogtalanságba, keserűségbe. Ez az egyszerű, tanulatlan, írni-olvasni nem tudó parasztasszony megtanít minket a másokért egészen odaadott élet értékére. Megtanulhatjuk tőle, hogy a legmegvetettebb munkával is szolgálhatjuk Istent, személyiségünk a nehézségek között is kiteljesedhet, és örömteli életünk lehet. Nem akkor leszünk tehát elégedettek, ha mindenünk megvan, mint a tömegtájékoztatási eszközök harsogják sokszor.
Az evangéliumot pedig minden körülmények között megélhetjük, bármilyen adottságokkal is rendelkezünk. Példája figyelmeztet minket arra, hogy a műveltséggel és a nagy tárgyi tudással nem jár együtt feltétlenül a bölcsesség. Élete rámutat az alázatos Istenre hagyatkozás nagyszerűségére. Talán néha ránk, keresztényekre is túlságosan nagy befolyással van korunk mentalitása, s talán értetlenül állunk Margit mama őszinte munka- és szegénységszeretete láttán.
Ő nem tipikus modern szent, ahogyan ma mondanánk, de éppen ez késztethet bennünket arra, hogy lelkiismeret vizsgálatot tartsunk megismervén ezt a nagyszerű családanyát. Mint nevelők és "Szaléziak” (a szó egészen tág értelemében) is sokat tanulhatunk tőle. Különösen, ha fel akarjuk Újra fedezni a megelőző módszert. Ezeket a szentpontokat figyelembe véve közelebbről megismerkedünk Margit mamával, a szent édesanyával és nevelővel. Imádkozzunk boldoggá avatásáért, kérjük közbenjárását és – mindennapi kötelességeinket teljesítve, Szalézi szellemben nevelve és evangelizálva legyünk követői, amint ő Krisztus követője volt.